# 1455 Mitchella
1455 Mitchella este un asteroid din centura principală, descoperit pe 5 iunie 1937, de Alfred Bohrmann.